# Tadrart Acacus
Tadrart Acacus (berberisch ⵜⴰⴷⵔⴰⵔⵜ ⵏ ⴰⴽⴰⴽⵓⵙ Tadrart n Akakus, deutsch ‚Berg von Akakus‘; arabisch تدرارت عكاكس, DMG Tadrārt ʿAkākus) ist ein Gebirge im Südwesten Libyens. Es befindet sich unweit der libyschen Stadt Ghat und in der Nähe des Felsmassivs Idinen. Ein südlicher Ausläufer ist das Tassili Tadrart.

## Geografie
Die Akkakus bzw. das Akkakus-Gebirge ist eine Wüstenlandschaft in Libyen. Als Zugang zum Gebiet kann die Berg- und Wüstenstadt Ghat dienen.

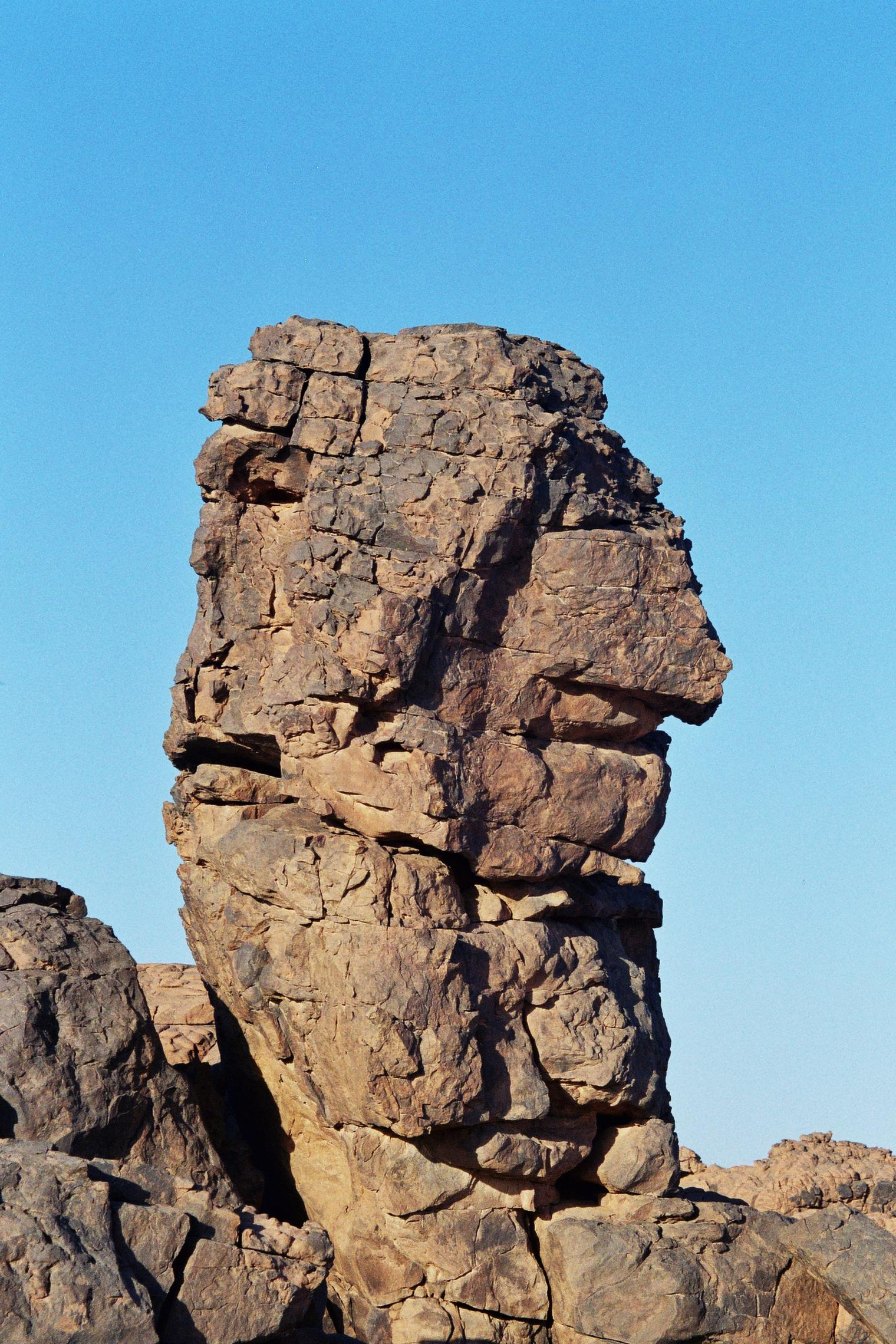
Felsformation in Menschenform

Die Temperaturen liegen selbst im Oktober noch bei 30 °C im Schatten. Die Wüste selbst wird von Bergen, Steinen, Sand und Dünen geprägt. Es lassen sich Felsmonumente vorfinden, vergleichbar denen des Arches-Nationalparks in den Vereinigten Staaten. In Höhlen gibt es frühgeschichtliche Gravuren von Elefanten und Wasserbüffeln aus der Zeit um ca. 4000 v. Chr. Sie ähneln denen im algerischen Tassili-Gebirge. Die Malereien dokumentieren Zeiträume, in denen die Region wesentlich feuchter war und somit ein deutlich fruchtbareres Landschaftsbild bot.
Die labyrinthische Bergwelt wird von Tuareg bereist bzw. bevölkert, dient aber auch Touristen mit guter Konstitution als Reiseziel. Bei Reisen in die Region hinterlässt man am Abreisepunkt eine Liste der Gruppenteilnehmer.

## UNESCO-Welterbe
Die Felszeichnungen im libyschen Teil des Tadrart sind 1985 in die UNESCO-Liste des Welterbes aufgenommen worden. 1958 gelang der spektakuläre Fund der Kindermumie Uan Muhuggiag. Seit 1955 wurden Hunderte von Felsritzungen und Tausende von Zeichnungen durch italienische und libysche Archäologen katalogisiert. Ihre Entstehungszeit erstreckt sich vom Pleistozän (12.000 bis 8000 v. Chr.) bis in das erste Jahrhundert nach Christus. An den abgebildeten Szenen lassen sich sowohl die Entwicklung der menschlichen Gesellschaft als auch die allmählichen Klimaveränderungen von einer Savannenlandschaft über Zeiten mit feuchterem Klima bis zur heutigen Wüste verfolgen.

## Zerstörung der Felszeichnungen
Im April 2014 wurden die Felszeichnungen von libyschen Dschihadisten zum Teil unter Einsatz von Waschbenzin zerstört.

## Bildergalerie

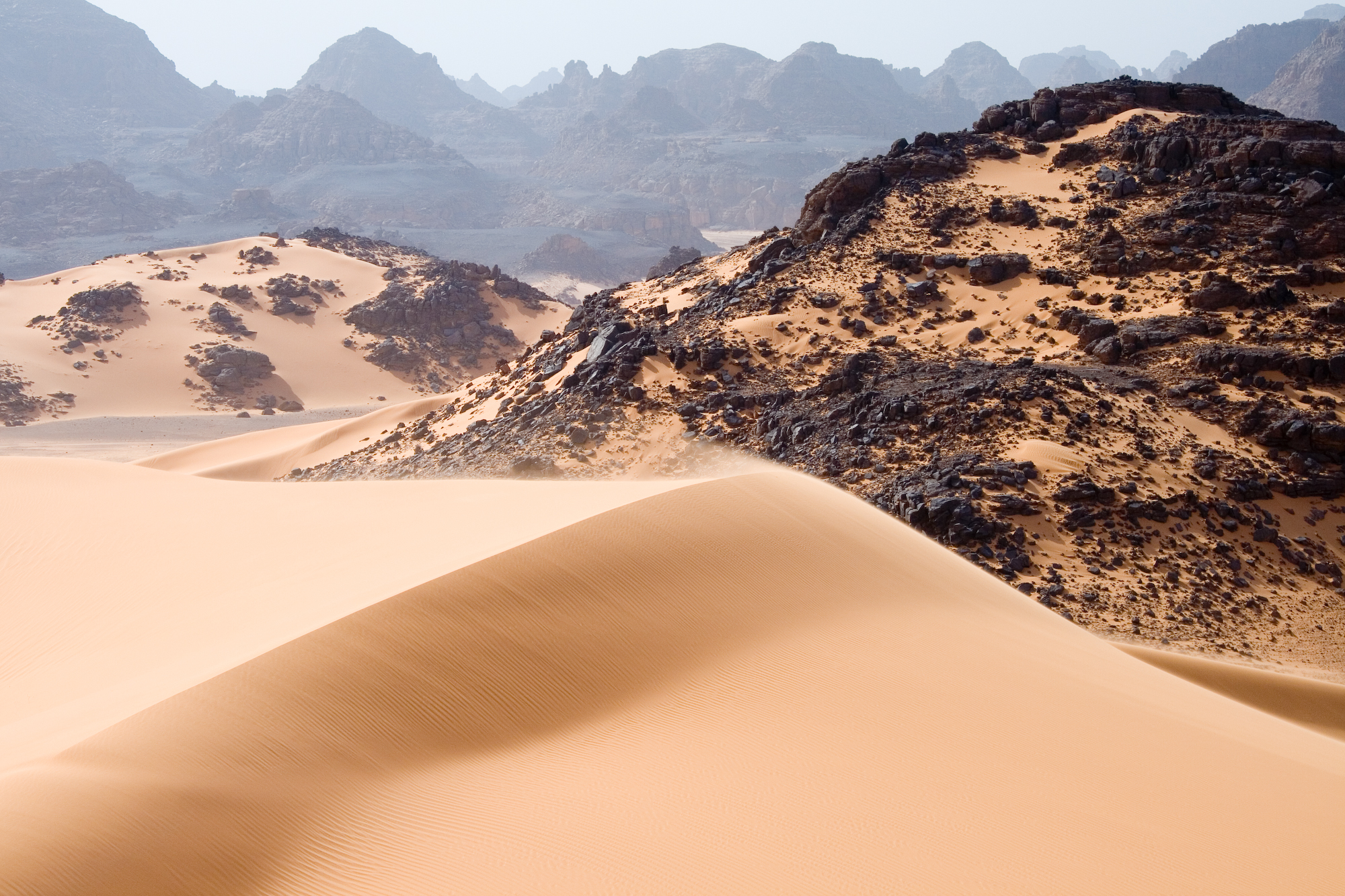
Tadrart Acacus (2007)
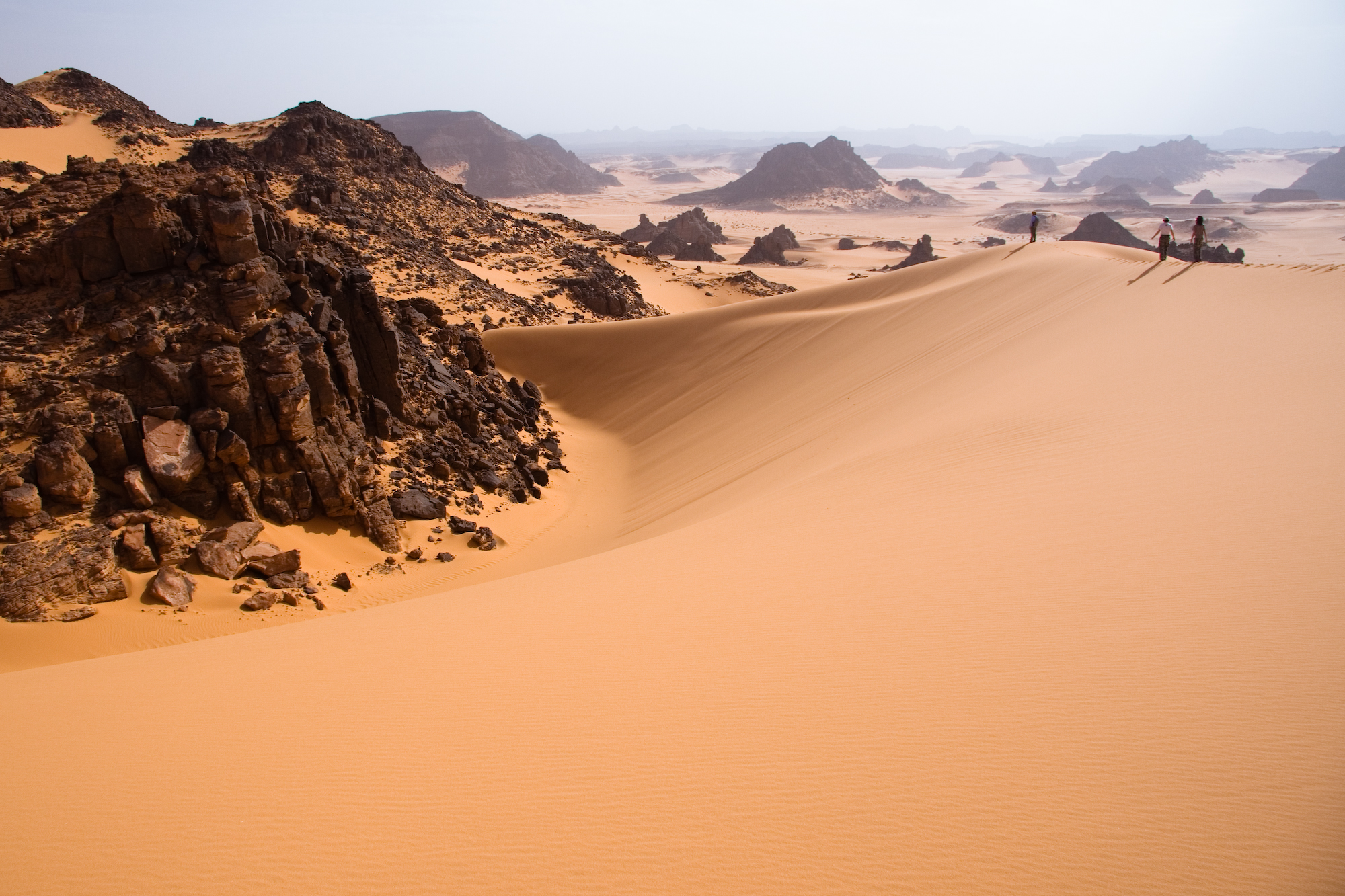
Tadrart Acacus (2007)
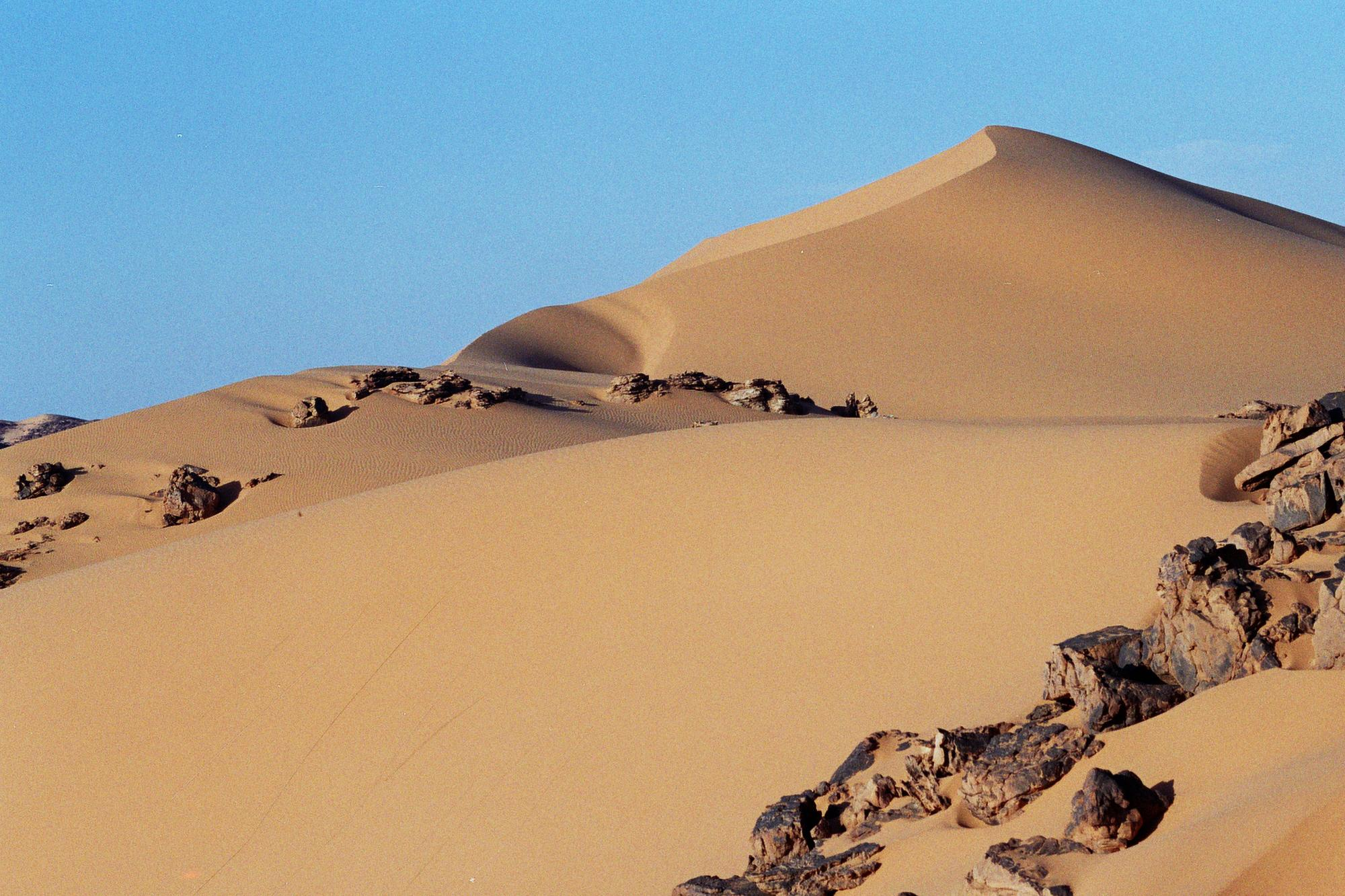
Tadrart Acacus (2008)
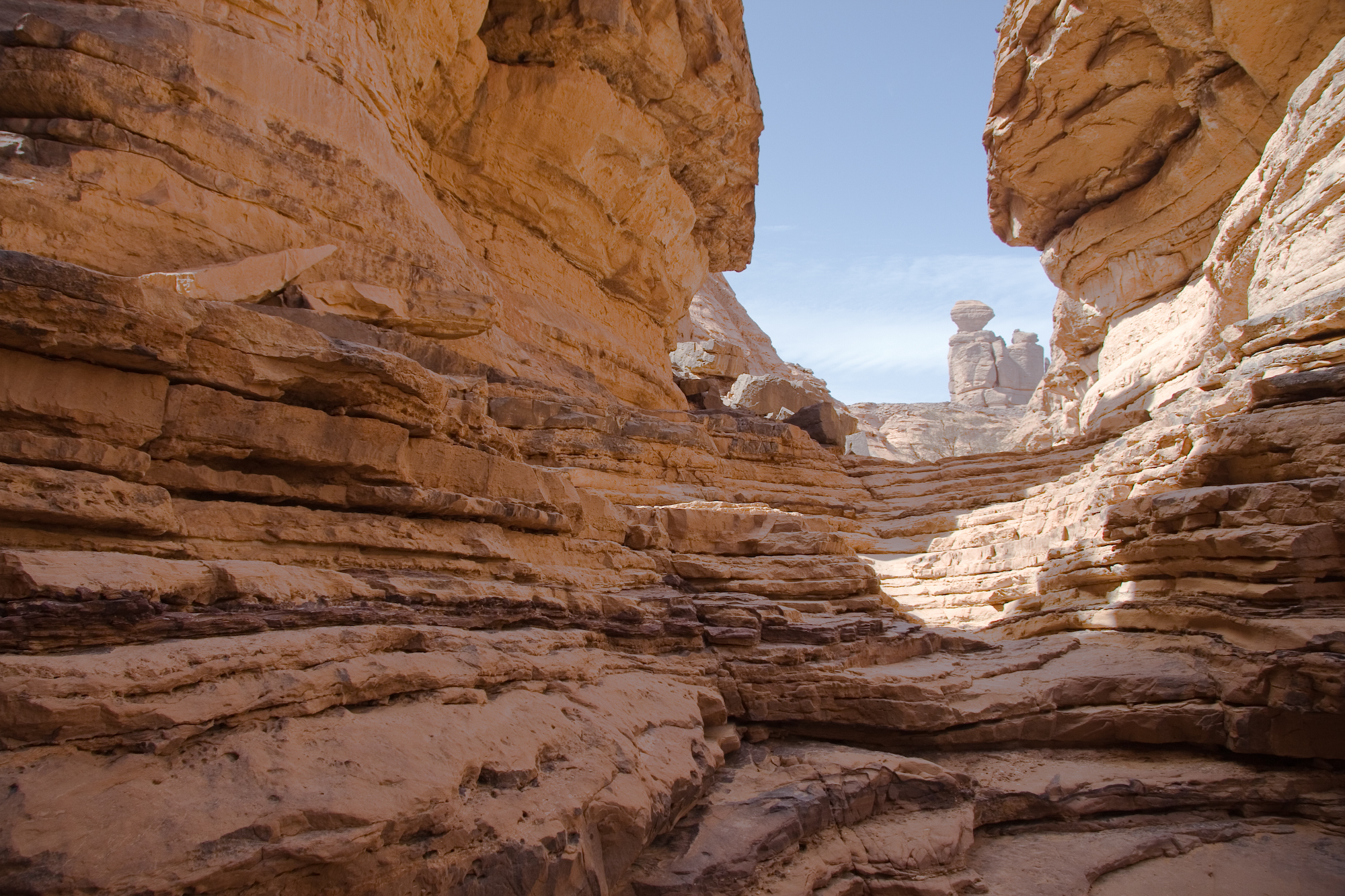
Tadrart Acacus (2007)
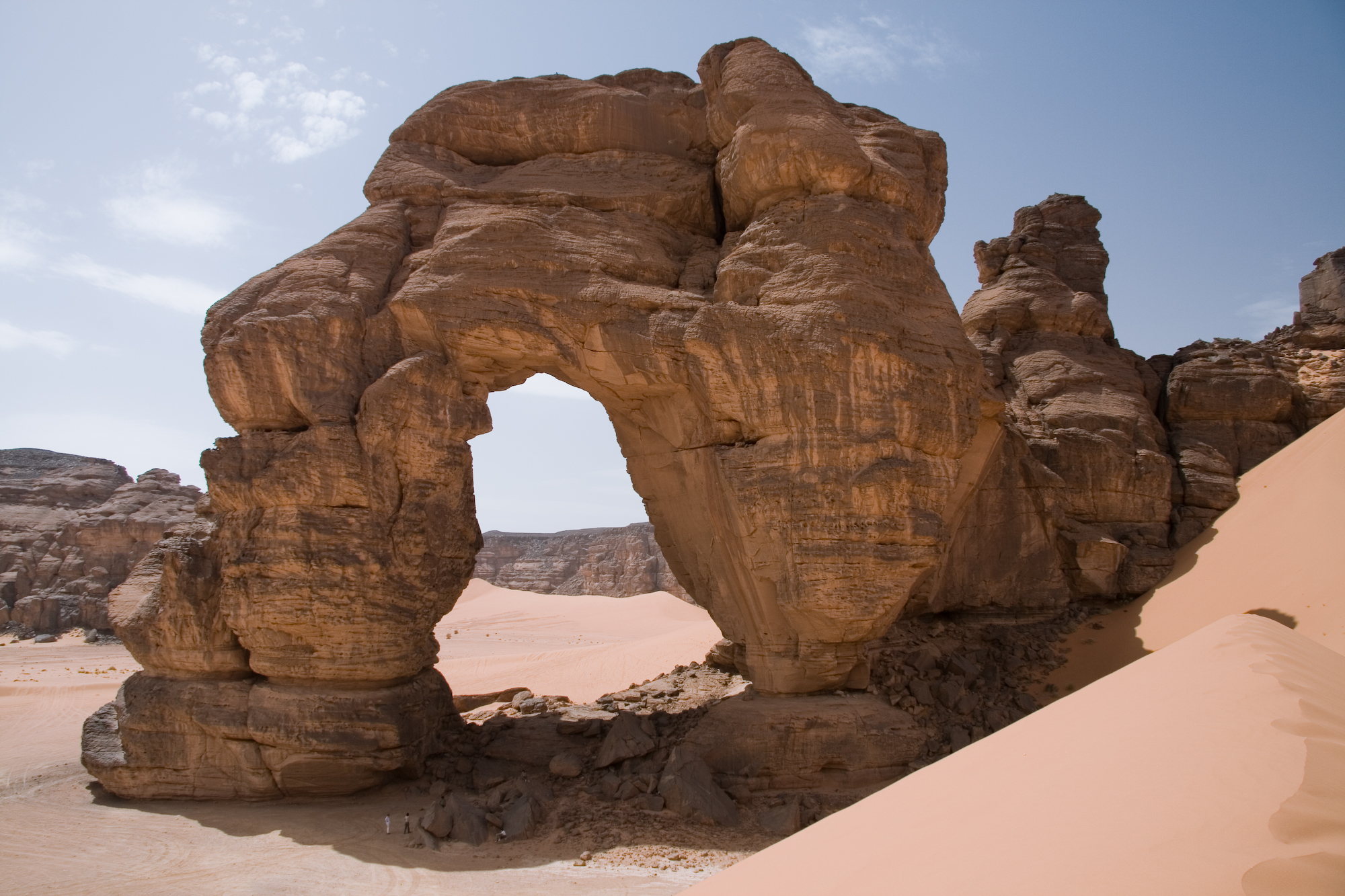
Tadrart Acacus (2007)
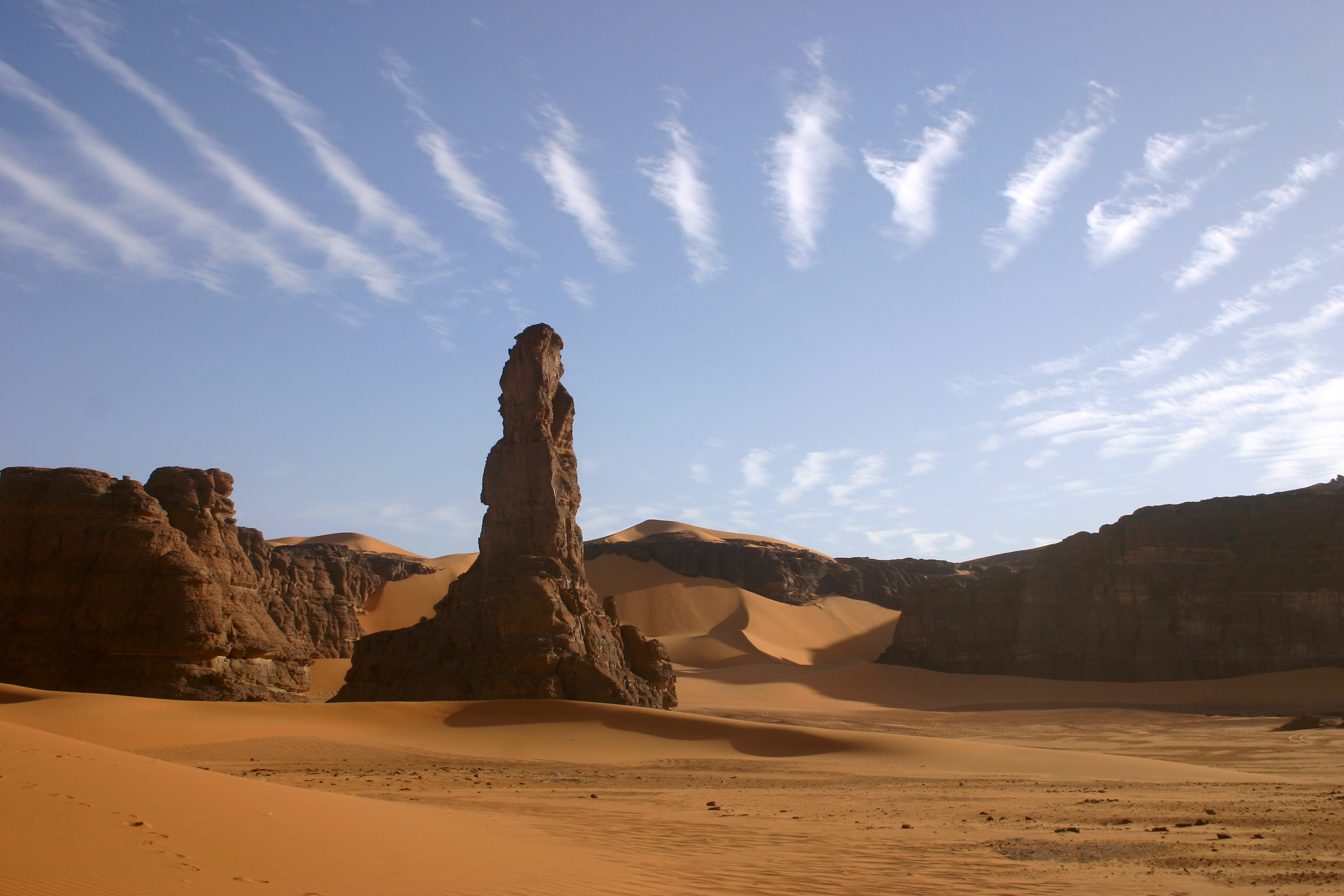
Tadrart Acacus (2006)